# Кастальди, Альфонсо
Альфонсо Кастальди (ит., рум. Alfonso Castaldi, род. 23 апреля 1874 г. Маддалони — ум. 6 августа 1942 г. Бухарест) — румынский и итальянский композитор, дирижёр и музыкальный педагог, поэт, художник.

## Жизнь и творчество
А. Кастальди получил начальное музыкальное образование в родном городке у Микеле Серино и Луиджи Пичилло (до 1883). Затем он изучает в неаполитанской консерватории музыкальную гармонию, контрапункт и композиторское мастерство под руководством Паоло Серрао, Франческо Чилеа и Умберто Джордано. Приехав в Румынию, он в 1896—1901 годы в Галаце преподаёт теорию музыки, игру на мандолине, гитаре и скрипке. С 1904 по 1940 год Кастальди является профессором Бухарестской консерватории, где преподаёт композиторское мастерство, оркестровку, контрапункт и теорию музыкальной гармонии. Помимо этого, в 1925—1929 годах он занимает должность инспектора музыки при румынском Министерстве культов.
В 1914 году композитор создаёт бухарестский молодёжный симфонический оркестр. В 1920 году он становится одним из организаторов румынского Союза композиторов. В 1928 ему присуждается музыкальная премия Министерства культов и культуры, в 1929 — Национальная премия в области музыки.
Кроме музыкального таланта, А. Кастальди обладал и другими дарованиями в области искусства. Он был незаурядным публицистом. В 1892 году в Неаполе из печати вышел его поэтический сборник. Кастальди был также признанным художником-пейзажистом, мастером портретной живописи. Он входил в художественную группу, членами которой также были такие румынские мастера, как Камиль Рессу, Жан Александр Стериади, Фредерик Шторк, Штефан Лучиан, Поль Верона, Штефан Димитреску, Александру Сатмару, Иосиф Исер и Отто Ган.

## Музыкальные сочинения (избранное)
- Elegie, для скрипки и фортепиано, 1886
- Floriana, опера в одном акте, 1902
- Увертюра для оркестра, 1902
- Tarantella, симфоническая пьеса для струнных инструментов, 1904
- Thalassa, симфоническая поэма 1906
- Marsyas, симфоническая поэма для большого оркестра, 1907
- Due melodie per canto e piano-forte sul poesie d’autori del secolo XVII, 1913
- Meșterul Manole, опера в двух актах, 1913
- Făt Frumos (Porc Împărat), сказка-феерия в трёх актах, 1915
- Sinfonie Nr. 1 im A-moll, 1916
- Lauda di Beatrice, для двух восьмиголосых хора, 1921
- Sinfonie Nr. 2 L’Eroe senza glorie, 1925
- Струнный квартет в старом стиле
- Nani, nani al păpușii для арфы, 1929